# Reflectieaanval
Een reflectieaanval is een aanval op een challenge response-authenticatiesystemen die voor beide wegen van communicatie hetzelfde protocol (manier van versleutelen) gebruiken. Het systeem wordt hierbij om de tuin geleid door de respons op zijn eigen challenge te geven.
Het werkt als volgt:
1. De aanvaller maakt verbinding met het doelwit.
2. Het doelwit stuurt een challenge terug, om de aanvaller te authenticeren.
3. De aanvaller maakt een nieuwe verbinding waarbij de challenge van het doelwit als de challenge van de aanvaller wordt verstuurd.
4. Het doelwit antwoordt met een respons op de challenge.
5. De aanvaller antwoordt met deze respons op de eerste verbinding.

Deze manier van aanvallen is onder andere op te lossen door:
- het protocol voor beide wegen niet hetzelfde te laten zijn (bv. de initiator mag alleen even challenges sturen en het doelwit alleen oneven challenges).
- de initiator te verplichten eerst een respons te sturen op de challenge van het doelwit, voordat het doelwit een response stuurt op de challenge van de initiator.